# Lincoln (Illinois)
Lincoln és una població dels Estats Units a l'estat d'Illinois. Segons el cens del 2000 tenia 15.369 habitants.

## Demografia
Segons el cens del 2000, Lincoln tenia 15.369 habitants, 5.965 habitatges, i 3.692 famílies. La densitat de població era de 1.002,4 habitants/km².
Dels 5.965 habitatges en un 28,4% hi vivien nens de menys de 18 anys, en un 46,7% hi vivien parelles casades, en un 11,6% dones solteres, i en un 38,1% no eren unitats familiars. En el 33,1% dels habitatges hi vivien persones soles el 15,8% de les quals corresponia a persones de 65 anys o més que vivien soles. El nombre mitjà de persones vivint en cada habitatge era de 2,28 i el nombre mitjà de persones que vivien en cada família era de 2,89.
Per edats la població es repartia de la següent manera: un 21,6% tenia menys de 18 anys, un 13,8% entre 18 i 24, un 26,4% entre 25 i 44, un 21,5% de 45 a 60 i un 16,7% 65 anys o més.
L'edat mediana era de 37 anys. Per cada 100 dones de 18 o més anys hi havia 86,9 homes.
La renda mediana per habitatge era de 34.435 $ i la renda mediana per família de 45.171 $. Els homes tenien una renda mediana de 33.596 $ mentre que les dones 22.500 $. La renda per capita de la població era de 17.207 $. Aproximadament el 8,5% de les famílies i el 10,7% de la població estaven per davall del llindar de pobresa.

## Poblacions més properes
El següent diagrama mostra les poblacions més properes.